# 佐野市文化会館
佐野市文化会館（さのしぶんかかいかん）は、栃木県佐野市浅沼町508番地5にある多目的ホール。1979年（昭和54年）6月に竣工した地上3階、地下1階の建物である。
2024年4月から3年間にわたって大規模改修に入り、2027年4月に再オープンする予定である。指定管理者は株式会社ケイミックスパブリックビジネス（旧株式会社ケイミックス）が受託している。
設備改修のため2024年4月1日から2027年3月31日まで休館している。

## 施設要目
- 大ホール（固定席：1,216席 立ち見席：221席 車椅子席：8席）[1]
- 小ホール（固定席：306席）[1]
- 展示室A[1]
- 展示室B[1]
- 会議室（全6室）[1]
- 和室A[1]
- 和室B[1]
- 駐車場
  - 第1駐車場 - 第4駐車場：304台[1]
  - 第5駐車場 - 第6駐車場：184台[1]

## 開館日と時間
- 休館日：毎週月曜日（祝日の場合は翌日）

## 所在地
- 327-0831 栃木県佐野市浅沼町508番地5